# Sibalanga (Adian Koting)
Sibalanga is een bestuurslaag in het regentschap Tapanuli Utara van de provincie Noord-Sumatra, Indonesië. Sibalanga telt 670 inwoners (volkstelling 2010).